# 25I-NBOH
25I-NBOH (NBOH-2CI, Cimbi-27) je fenetilaminski halucinogen. On deluje kao potentan agonist  receptora, sa  od 0,061 nM na ljudskom  receptoru, te je dvanaest puta potentniji od liganda 2C-I. In vitro testovi su pokazali da ovo jedinjenje deluje kao agonist, ali rezultati životinjskih studija nisu objavljeni. Dok su N-benzilni derivati 2C-I liganda znatno povećavali potentnost, N-benzil derivati 2,5-dimetoksi-4-jodoamfetamina su neaktivni.